# Grand Casino Basel

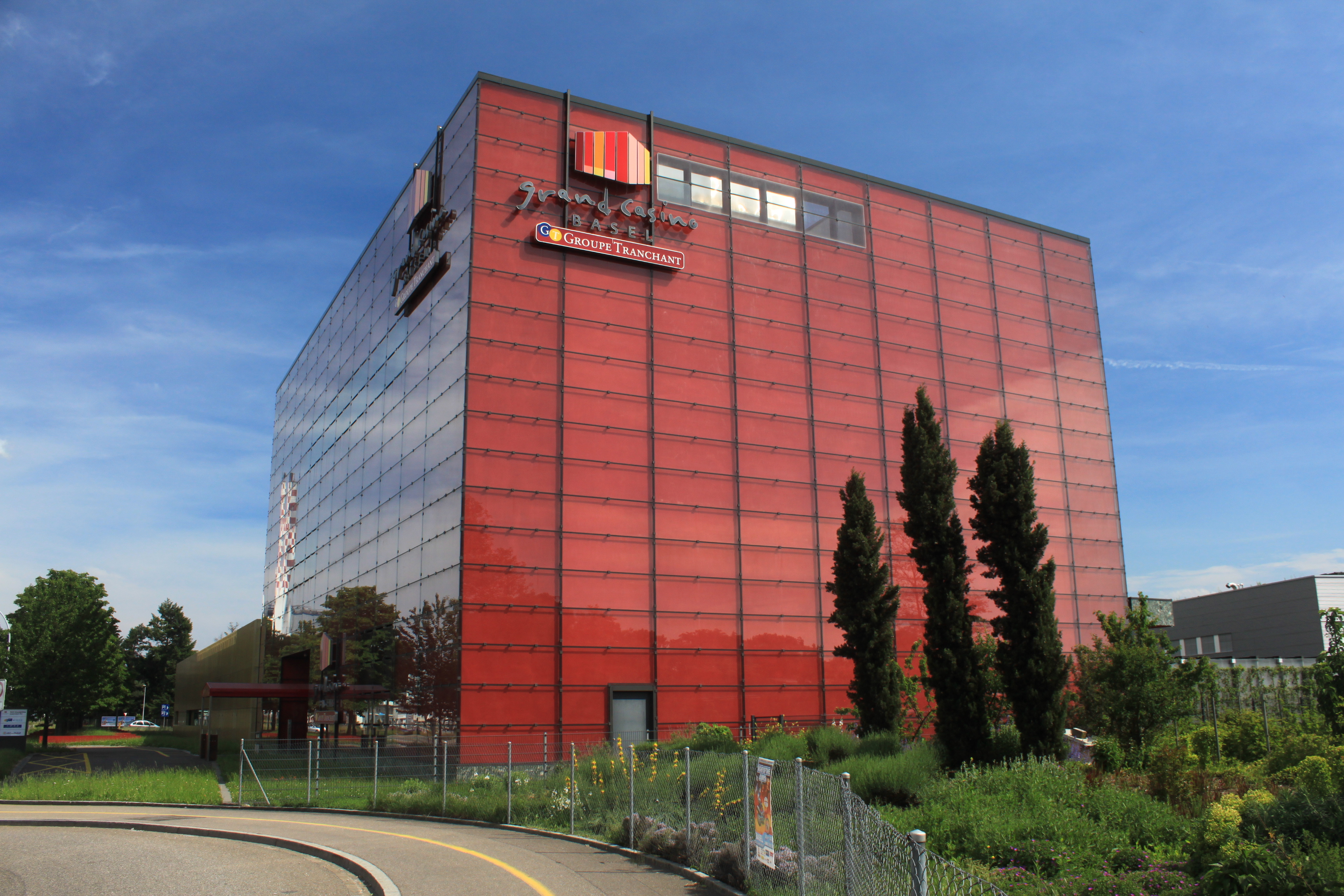
Grand Casino Basel

Das Grand Casino Basel ist eines der acht A-Casinos der Schweiz. Es befindet sich in Basel-St. Johann in unmittelbarer Nähe zur französischen Grenze.

## Das Gebäude
Bauherr und Betreiber ist die Airport Casino Basel AG, die Burckhardt und Partner mit dem Bau beauftragte, der 2003 fertiggestellt wurde. Der kubische Baukörper hat eine geschlossene, zweischichtige Fassade: Vor der rot eingefärbten Wärmedämmung ist im Abstand von 8 cm eine Aussenhaut aus Glas gelegt, die mit ebenfalls rotem Musterdruck gestaltet wurde. LED-Leuchten in diesem Zwischenraum sorgen nachts dafür, das Gebäude schimmern zu lassen. Die einzige grössere Öffnung ist der strassenabgewandte Eingang.
An die gesetzlich vorgeschriebene Rezeption mit Eingangskontrolle schliessen sich mehrere grosse offene Spielsäle an, um die sich die dienenden Räume anlagern. Der oberirdische viergeschossige Gebäudekubus zeigt nur etwa ein Drittel des gesamten Bauvolumens, der Rest reicht – auf dreieckigem Grundriss – fünfgeschossig ins Erdreich.

## Überfall
Am Sonntagmorgen, dem 28. März 2010, wurde das Grand Casino von einer Gruppe von zehn mit Maschinenpistolen und Pistolen bewaffneten Männern überfallen. Es wurden mehrere 100'000 Franken erbeutet. Mehrere Personen von den zu dieser Zeit 600 Gästen wurden leicht verletzt. Es sind mehrere Schüsse gefallen. Die Täter wurden nie gefasst.